# 「ポニー・テール」シリーズ
「ポニー・テール」シリーズは、喜多嶋隆による日本の青春ハードボイルド小説。角川書店より1984年9月から1988年10月まで刊行された。また、1985年10月から1986年3月までテレビドラマが放送された。

## 既刊一覧
特記のない限り著者は喜多嶋隆、出版社は角川書店、レーベルは角川文庫
- 『ポニー・テールは、ふり向かない』
  - 単行本：1984年9月発行、ISBN 4-04-872389-8
  - 角川文庫：1985年10月発行、ISBN 4-04-164601-4
- 『ポニー・テールは、風まかせ』
  - 単行本：1985年7月発行、ISBN 4-04-872420-7
  - 角川文庫：1987年4月発行、ISBN 4-04-164604-9
- 『ポニー・テールに、通り雨』1987年5月発行、ISBN 4-04-164605-7
- 『ポニー・テールに、罪はない』1987年7月発行、ISBN 4-04-164606-5
- 『ポニー・テールは、ほどかない』1988年10月発行、ISBN 4-04-164610-3

## テレビドラマ
『ポニーテールはふり向かない』のタイトルで1985年10月から1986年3月までTBS系列で放送された。

### 概要
ドラマー一家の父子家庭で育ち、傷害事件を起こして少年院に収監された少女が、ドラマーへの道を志し、ロックバンドを結成するまでの過程を描いたドラマである。音楽を題材にした他のドラマやアニメが「バンドを結成してデビューした後」の過程に重点を置いた作品が多い中で、本作は「バンドを結成してデビューするまで」の過程に重点を置いている。
TBS系土曜21時台の大映ドラマの一つ。大映ドラマの中ではヒロインと対立する女性を演じることが多かった伊藤かずえが、初めて主演した作品である。テレビドラマ化に際してつけられたキャッチコピーは「汗が飛ぶ、血が騒ぐ。涙なんてごめんだね、いま『青春（ハートビート）』」。
横須賀を舞台にしており、横須賀のドブ板通り商店街にある「かぼちゃ屋」が撮影場所として使用されている。オープニングの主題歌「Never Say Good-Bye」の前奏でも、横須賀の空撮映像が流れている。ちなみに本作では未成年が飲酒するシーンがあるが、当時のテレビはそこまでコンプライアンスに厳しくなかった。
ちなみに本作が始まった1985年10月は、『乳姉妹』が同月28日まで放送されており、ほぼ同じキャスト、全く同じプロデューサーの作品が同じ月に同じTBSで放送される結果となった。

### あらすじ
「この物語は、3歳で母と別れ、18歳で父を失いながら、あらゆる迫害と闘い、振り向くことなくドラマーとしての自己を確立した一少女と、挫折しながらもやがて己の道を開いた若者たちの記録である。」（オープニングナレーション）
麻生未記は、名ジャズドラマーである父・麻生雄次からドラムを教わり、腕を磨いていた。しかし、やがて到来したロックの時代に馴染めず、ドラムを捨てた一家は貧困に追い込まれ、母は家出し、未記は非行に身を堕して女子少年院に収監された。18歳で父が死に、再び不良の世界に舞い戻ったが、亡き父のいた音楽の世界に希望を見い出し、世界一のロックバンドの結成を誓う。

### 登場人物

#### ザ・バンデージのメンバー
麻生未記(Drums)
演 - 伊藤かずえ
ジャズドラマー・麻生雄次の娘。愛称「ミッキー」。昭和42年6月4日生まれの18歳。不良4人を骨折させて少年院に収監され、1年の刑期を終えて出所すると横須賀のライブハウス「フロンティア」に引き取られ、亡父と同じドラマーへの道を歩むことを決意する。自らが主宰するバンド「ザ・バンデージ」のリーダー。ポニーテールの髪型がトレードマーク。普段はフロンティアの営業時にウェイトレスをしたり、営業前は新聞配達やヨットのデッキ掃除のバイトなどでお金を稼ぐ。
本来は純情な性格で思いやりがあるためよくお節介を焼いているが、喧嘩っ早い性格でもあり周りのいざこざに巻き込まれたり相手の挑発に乗って応戦してしまうことも多い。恋愛をしたことがないため「男と女の関係は好き嫌いだけで片付かない」ということをまだ理解しておらず、徐々に晃と邦男を異性として意識し始める。ドラムスティックで喧嘩するのが特技。また、ドラムがない所でもスティックさえあれば身近な物を叩いて練習ができるため常に携帯している。物語後半で切れたエレキギターの弦で両眼の角膜を傷つけてしまう。医者の忠告を無視してドラムの練習に打ち込んでしまったため、視力を失い盲目のドラマーとなる。
田丸晃（あきら）(Key)
演 - 松村雄基
元芸大の学生。フロンティアで住み込みで様々な仕事をしながら、ライヴ出演者の伴奏者として時々ピアノを弾いている。絵美子と共に札幌出身で若くして母を亡くした後、調律師だった父に育てられたが高校生の頃の火事で父も失った。芸大では、ピアノを専攻し素質を評価されながらも諸事情により中退。9月頃に誕生日を迎える。妹思いな性格で面倒見が良くいつも絵美子の世話を焼いているが、どこか陰りのある人物。一時絵美子を連れて千葉県木更津市で暮らす。当初はシルビアに惹かれていたが、いつしか未記に恋心が芽生え始める。その後大病を患い恐怖心を抱く絵美子のため、必死に嘘をつき通そうとする。未記への恋心を未記の父を死に至らしめたことへの責任から伝えられずにいるが、最終的に未記の目となり一生一緒にいると想いを伝える。
名倉邦男（なくら）(Guitar)
演 - 鶴見辰吾
湘南医科大学医学部に通う医大生。富豪の令嬢たちを騙しては金を巻き上げることを繰り返す、ジゴロのような生活をしている。ドラマ初期には紙幣をばら撒いて、女性を誘惑したりチンピラたちを懐柔したりしていた。元は貧しい家育ちでホストクラブで必死に働いて学費を稼いで医大に入学した。人の気持ちを考えない冷酷な性格の野心家で特に裕福な人間を嫌っている。自身と同じく貧しい暮らしをしていた未記に好意を寄せ始め「いつか必ず俺の女にしてみせる」と豪語し、晃をライバル視するようになる。母菊子の出所後には、冷たく突き放されるが最終的に母を自分の家に迎え入れることになる。不慮の事故で未記の目を失明させてしまったことに責任を感じ、角膜を提供しようと未記の生家で自殺を図るが、ザ・バンテージのメンバーの早期発見により助かる。ザ・バンテージのメンバーに認められ、バンドメンバーとして加わる。最終話では未記への想いを諦め、未記と晃の関係が進展するように後押しする。
霧島航（わたる）(Sax)
演 - 国広富之
元テナーサックス奏者で、若い頃に“サックスの天才”と呼ばれた。未記より数歳年上の青年。数年前にある事情で音楽業界を干されたことで自暴自棄になり、現在は酒に溺れた生活をしている。時々「フロンティア」に客として訪れて酒を飲みながらかおるの歌などを聴いている。アイドル歌手デビュー前に楽譜が読めなかったかおるに音楽の基礎を教え、何度か彼女のバックバンドを務めたことがある。その後名古屋のキャバレーに向かったかおるについていく。
牧村稔(Bass)
演 - 坂上忍
芸術大学を卒業後、ロック歌手になることを夢見ていたが、年上の人妻・矢崎妙子との不倫に溺れ、スターへの夢を捨てた。現在は妙子の夫・矢崎にバレないよう暴力団が経営する横浜のディスコで影武者のベース奏者としてひっそりと暮らしている。偶然ディスコに踊りに来た未記が、自身のベースの音に魅力を感じて知り合う。ロックとの出会いは学生時代に登校拒否をした後、音楽にのめり込んだのがきっかけ。普段は冷静で控えめな性格だが、妙子やその夫・矢崎絡みの話になると興奮しやすく突発的な言動を取ることがある。隠れて大麻を使用している。
狩野弘(Guitar)
演 - 宮田州
新聞販売店で働いており、未記とは仕事仲間でもある。子供の頃から落ちこぼれ第13話。ギターの練習本を見ながら独学で一応弾けるようになったが、まだ上手いとは言えない状態。バンドメンバー募集の張り紙を見てフロンティアに訪れて未記と知り合い、とりあえず仮採用となる。プロ野球チームの巨人ファン。練習を積んで未記のバンドの正式メンバーとなるが、その後音楽に精通した人から自身のギターに技術面で不安要素があることを指摘され、邦男にリードギターとしてバンド加入してもらうべきか未記たちを悩ませることとなる。最終的に裕子から出された結婚条件の一人前のギターリストになることを認められ、飯倉慎一郎・明子夫妻に仲人をしていただく形で裕子と結婚する。
脇田克己(Vocal)
演 - 野々村誠
ガソリンスタンドの店員。ヤクザ組織の娘・みちこと恋に落ち、雲隠れするような日々を送る青年。ある日出会った未記が、克己の歌声を気に入り親しくなる。サバサバとした性格だがキザな所があり、「ハチミツのような甘いマスクと声」を自称している。ガソリンスタンドで働く前は、東京でソロ歌手としてライブ活動を行い若い女性ファンたちにそこそこ人気があった。時々みちこと会っているが、彼女の父の組の構成員たちから追われており出会うたびに暴力を受ける。
羽川令子(Vocal)
演 - かとうゆかり
佐田がフロンティアのライヴに出演してもらうために連れてきた歌手。妊娠約4ヶ月だが交際相手だったチャーリーというネイビー(アメリカ海軍)の男に妊娠を告げた直後に捨てられたため、他のネイビーのことも嫌っている。未記からバンド加入の勧誘を受け、数日後に仲間になる。本人によると「喉に良い」とのことでいつでも飲めるように生卵を持っている。

#### フロンティアの関係者
小野拓也
演 - 下川辰平
フロンティアのマスター。未記の父・麻生雄次とは旧知の仲間で、出所後の未記の父親代わりとなる。店では料理や酒の提供を担当し、一般客以外に横須賀基地で働くネイビーたちも客として訪れる。普段は気のいい性格だが、未記やその仲間たちが良くない言動を取った時に強く叱ることもある。ギターをいくらか弾けるため、技術面でまだ未熟な弘にアドバイスすることもある。麻生家を出る前の明子とも親しくしていたため、未記との親子の絆が戻るよう気にかけ始める。未記がドラマーになることを望んでいた雄次の意志を受けて彼女を応援する。
佐田（さた）
演 - 松崎しげる
フロンティアのオーナー。現在のフロンティアの売上げはいまいちで、店に訪れてはライヴ時の客の様子やその日の売上げを気にしている。時々フロンティアのライヴ時の司会も務める。人当たりが良く揉め事は嫌いな性格で、店内で未記たちがゴタゴタした時はなだめたり場を収めようとする。未記たちがいつか人気ミュージシャンになることを願っており、音楽関係の知り合いを紹介するなど、彼女たちの活動を後押しする。
田丸絵美子
演 - 高橋かおり
晃の妹で、小学4年生で10歳。フロンティアの照明係で未記たち仲間のマスコット的存在。放課後は未記と一緒にヨットのデッキ磨きのバイトをする。晃を慕っているが、両親を早くに亡くしているため親の愛情に飢えている。快活な性格だがこまっしゃくれた言動をしており、子供ながら盗癖があり時々万引き行為をしている。未記や晃とゴタゴタを起こす邦男のことをかなり嫌っている。翌年拾った子犬に、ザ・バンデージにちなんで“バン”と名付けて飼い始める。その後白血病に浸され、闘病生活を経て第20話で死亡。遺体は名倉邦男の方針により病理解剖された。
ゆかり
演 - 比企理恵
未記の仲間で親友。不良時代からの未記の仲間で、少年院を退院してきた彼女と再び親交を深め、フロンティアにもよく訪れる。日常的にはすっぱな言動をしていてガラが悪いが、未記や親しい人には色々と手助けをしたり、彼女たちが気兼ねして言いにくいことを代わりに言うなど頼りになる所もある。特技はタップダンス。絵美子が入院してからはきりこ、ともえとバンを連れて時々見舞いに訪れ元気づけるようになる。
未記の仲間
演 - きりこ（森恵）、ともえ（坂上亜樹）
未記やゆかりより年下の少女たち。普段はゆかりと3人でいることが多く、3人でくだらない雑談を交わしたり時にはお金がなくて困っている未記のためにカツアゲをするなどして助けようとする。フロンティアの営業時にはライヴの客として場を盛り上げる賑やかしのような存在となっている。

#### 飯倉家
飯倉明子
演 - 梶芽衣子
未記の母。現在は再婚し裕福な家の妻となり、湘南にある婦人会の理事を務める。ゆきこをたぶらかす邦男のことを快く思っておらず娘に交際を辞めさせようとする。未記が幼い頃に前夫である雄次と別れて麻生家を出た。少年院の退院から数日後の未記と十数年ぶりに再会するが、彼女のことを気にしながらも家庭を捨てた後ろめたさから敢えて距離を置いて接し始める。再婚前までは横須賀辺りのスナックでジャズシンガーをしていたが、過去をあまり思い出したくないらしく現在は音楽にできるだけ関わらないようにしている。
飯倉慎一郎
演 - 高橋昌也
芸能プロダション「扶桑音楽」の専務兼企画本部長。家族3人で横浜市の邸宅で暮らしている。明子と同じくゆきこのことを愛し、女ったらしな邦男のことを嫌っている。仕事人間で冷静で実直な性格で暴力という行為を嫌っているが、時に周りの人に厳しい言葉を投げかけることもある。明子とはジャズシンガーを続けるか悩んでいた頃に出会い励ます内に好意を寄せ、離婚歴があることを知った上で結婚した。作中の翌年の春頃に開かれる「オールジャパン音楽祭」では、最高責任者及び審査委員長を務める。後に独立して、ザ・バンデージの個人事務所の社長となる。
飯倉ゆきこ
演 - 榎田路子
未記の異父妹で高校生。邦男の婚約者だが、彼からは金を搾り取るための都合のいい女として扱われている。ただし自身は、それにもめげずに邦男の荒んだ心を変えることを信じてひたすら愛情を注いでいる。両親から甘やかされて育てられたため世間知らずな一方、思い込みが強い性格で感情の起伏が激しく衝動的な行動を取ることも多い。邦男が言い寄るようになった未記に嫉妬し、恋敵として一方的に対抗意識を持ち始める。

#### ザ・バンデージのメンバーの主な関係者
千葉かおる
演 - 岡田奈々
フロンティア専属歌手。流れ者のシンガーでライブハウスなどで歌いながら全国を転々としており、現在はフロンティアで週に数回ステージでブルースを歌っている。10年前にアイドル歌手として活動するもあまり売れずに挫折した過去がある。自身のアイドル歌手時代を知る航とはお互い恋愛感情を持ちながらも、素直になれないでいる。未記からバンドへの勧誘を受けて数日間悩んだ末ボーカルとして加入するが、ほどなくして歌手人生に転機が訪れる。
矢崎妙子
演 - 片平なぎさ
稔の交際相手で人妻。稔より7歳年上。一年前の秋頃、矢崎が帰らない寂しさを紛らわせにとあるバンドのライヴに通い詰めて稔とお互いに惹かれ合った。現在は夫婦関係が破綻した矢崎と離婚できないまま、稔のアパートで同棲中。稔のことを愛しているが、内心彼には「ベーシストとして表舞台に戻って欲しい」と願っており、別れるべきか今の状態を続けるべきかを悩んでいる。作中では、稔との愛を象徴する花としてコスモスが何度か取り上げられている。趣味は編み物。ちなみに一時移り住む木更津では、キャバレー店で“ほりちえみ”の源氏名でホステスとして働く。夫の死を契機として稔との同棲について冷静に見つめ直し、稔が音楽に専心できるようにと稔との同棲を解消する。最終回ではザ・バンテージのライブツアーの出発直前で稔にコスモスの花束とともに手紙届け、その中で稔への別れを告げる。
相川裕子
演 - 石井めぐみ
弘の彼女。未記のバンドメンバー募集の張り紙を見た弘の付添いでフロンティアに訪れる。普段は食堂で働いている。それ以降もフロンティアの営業時間外に弘と一緒に訪れては、早く一人前のギタリストになろうとする彼の練習を見守る。とにかく弘のことが大好きで、励ましたり人前でもお構いなしに仲良くしている。最終的に弘と結婚する。
みちこ
演 - 犬塚徳子
克己の恋人。暴力団“こうりゅう会”組長の一人娘。元々はソロで歌手活動をしていた克己のファンだったが、彼に新しいマイクをプレゼントしたことで急接近し交際を始めた。大学生らしき学校に通っているが父の職業のせいで友達が一人もおらず、寂しく学生生活を過ごしている。父親から克己との交際を反対されており、組員に行動を見張られているが時々彼らのすきをついて克己と会っている。その後別のヤクザ組織の息子との結婚話が持ち上がる。
ジム・パーカー
演 - ケント・ギルバート
米軍横須賀基地のバンドに所属する青年。ドラマ内での肩書は、米軍横須賀基地司令部中尉。シルビアを愛している。煮え切らない態度の人が嫌いで時に気持ちが熱くなることもあるが、基本的にはさっぱりした性格。英語と日本語が話せる。過去にピアノを習っており、作中では軽快なポップス調の曲を披露する。潔い性格の持ち主で、シルビアを巡って晃とピアノ勝負をするが、拍手の多さでは勝ったものの、聴客の感動ぶりで敗れて敗北宣言する。後日、少年院上がりを理由に卑屈になる未記に「アメリカでは不良上がりのミュージシャンはいくらでもいるから諦めるな」と励ます。
シルビア
演 - キャティ（声の吹替：潘恵子）
パーカーの恋人。父親は、パーカーの職場の上司。ジムと2人でフロンティアに訪れてライヴを鑑賞したり、顔なじみの晃や未記たちと雑談を交わす。恋愛に関して優柔不断な所があり、パーカーと付き合いながら晃にも好意を寄せており自分の本心が分からず2人の間で気持ちが揺れている。晃に対する想いを諦めて、アメリカに帰国する。

#### ザ・バンデージのメンバーの親たち
麻生雄次
演 - フランキー堺
未記の父。ドラムの名手と言われたジャズドラマー。故人。頑固な性格で、ロックを毛嫌いして活動の場を狭まれ、未記が幼い頃に工事現場の下働きに転職して父子2人で貧しい生活を送り自棄酒の日々に陥った。未記が少年院に収監されている間に、自動車の衝突で事故死した。特製のドラムスティックを何本か持っており、生前のうちに未記に形見となるドラムスティック(未記のイニシャル「M」が印字されている)を託していた。
名倉邦男の父
演 - 大石吾朗
故人。生前は流しの仕事をしており、その当時名倉家と麻生家はご近所さんだった(未記は幼かったため当時の記憶はほとんどない)。ある時熱を押して仕事に出かけるがスナックの客だったヤクザとトラブルになり暴行を受けたことが原因で数日後に亡くなった。一番好きな歌は、人生の並木路で過去に家族の前で弾き語りしたことがある。時々雄次と小野の3人で集まって合奏しており、自身はジャズ系の曲はあまり得意ではなく2人からコツを教えてもらっていた。
名倉菊子
演 - 生田悦子
邦男の母。邦男が6歳の頃まで貧しいながらも夫と3人で幸せに暮らしていた。しかし、夫の死の直後衝動的に復讐を思い立ってスナックに訪れて2人のヤクザを刺殺した後に自首。その後10年以上に渡り栃木北女子刑務所で服役中で本作開始から翌年になる頃に仮釈放を迎える。邦男からは母親として恋しいと思うと同時に、“殺人犯の息子”として辛い人生を送ってきたことで憎まれている。出所後は美容院で働き始めるが、邦男の将来を考えて敢えて冷たい態度で接する。
羽川令子の母
演 - 新橋耐子
令子から“マミー”と呼ばれている。一年前に事故に遭って以来足が不自由になり車椅子生活を送る。ライヴハウス“RED PUMPKIN”を経営しているが、前述の事故の加害者に逃げられて入院費がかさんだため閉店する予定。恋人に捨てられた令子のことを心配している。その後何とか店を復活させ、金が必要になった晃が令子のつてでバイトをするようになる。

#### その他の主な人たち
英次
演 - 鈴木秀一
不良グループのリーダー。未記が少年院に入ることになった一年前の暴行事件の相手で一応被害者となる人物。この事件で未記に骨折させられたことを恨みに思っており、復讐するため退院後から時々未記の前に現れてはケンカを吹っかける。とにかくしつこい性格でずる賢く、未記を倒すためなら周りの人を巻き込んでも汚い手を使おうとも何とも思わない。ある時邦男とのことで自暴自棄になったゆきこを連れ去り、未記への復讐の道具として利用する。
不良グループの英次の仲間
演 - りえ（大川陽子）、あっこ（玉木弓子）
不良娘たち。以前少年院で未記とトラブルになったことに未だに怒りが収まらず、自身の退院後に英次のグループと手を組み行動を共にし始める。翌年、英次や仲間と共に卑劣なやり方で絵美子を利用して未記に復讐しようとする。
矢崎
演 - 大門正明
矢崎妙子の夫。元証券会社課長だったが不倫により妙子との夫婦生活をないがしろにしてきた。妙子と稔との関係を知った後暴力を振るい、妻が出ていったショックで会社をクビになり愛人にも逃げられる。自己中心的な人物で陰湿で執念深い性格。その後稔と妙子が暮らすアパートの向かいの部屋に引っ越し、様々な方法で2人の仲を裂いて妻を連れ戻そうとする。20話にて泥酔した状態で線路内を歩いていたところ電車に轢かれて亡くなる。
志水洋二
演 - 山本紀彦
音楽事務所マネージャーで東京の事務所「フェアリー音楽」で働く。かおるのアイドル歌手時代から歌手としての素質を感じていた。ある日かおるを探してフロンティアに訪れ、本格的な歌手として再デビューする話を持ちかける。その後事務所に所属したかおるの担当マネージャーとなるが、プロの歌手として売れてもらうため彼女を厳しく管理するようになる。酒浸りの航のことを良く思っていない。
ビリー横光
演 - 池田慶一
日本のロック界NO.1スターの若者で、ロックバンド「ビリー横光とシャイアン」のボーカル。作中では年に数億の収益を稼ぐスターとされ、レコード会社も頭が上がらない存在。過去にジョイントコンサートをした航と音楽性の違いから殴り合いのケンカとなり、音楽業界を干される要因となったため航から憎まれている。スターであることを鼻にかけており普段から態度がでかく、未記や航たちに挑発的な言動をする。その後、本格的にデビューしようとするザ・バンデージにとって強力なライバルとなり、バンドパフォーマンスで勝負する。
丹波秀介
演 - 名古屋章
未記が収監された少年院「相模愛育女子学園」の園長。一年間の学園での生活を終えて退院する未記に、「君のドラムスティックは、ケンカするための武器ではなくドラムを叩くためにある」と不良に戻らないよう言葉をかけて送り出す。
コーヒーを渡す男
演 - 小沢仁志
漁師らしき人物。ある日海から戻ってきた所、港でサックスの練習をする航に船から声をかけ、差し入れとして持っていた缶コーヒーを投げて渡す。
ナレーター：芥川隆行

### スタッフ
- 脚本：サブタイトル参照
- 音楽：菊池俊輔
- 選曲：佐藤啓
- 効果：帆苅幸雄(東洋音響効果グループ)
- 現像：TBS映画社
- 助監督：原田昌樹
- 監督補：小島穹
- 監督：サブタイトル参照
- プロデューサー：春日千春、荒川洋(大映テレビ)、野村清(TBS)
- 擬斗：車邦秀
- 製作：大映テレビ、TBS

### 歌
主題歌『Never Say Good-Bye』 - 唄：小比類巻かほる （EPICソニー）
作詞：小比類巻かほる／作曲：Joe Curiale、Bob Grarrett
本作が小比類巻のデビューシングル。
主題歌映像では、「NEVER SAY　GOODBYE」と「EVER ONWARD」がフッターで表示されている。

#### 挿入歌
第1話
『ギザギザハートの子守唄』
作詞：康珍化／作曲：芹澤廣明／原曲は、1983年にチェッカーズが歌唱した。
少年院を退所する未記の門出を祝って院生たちが歌いながら送り出す。
『イッツ・フォー・ユー』
作詞：小比類巻かほる／作曲：竹澤好隆／原曲は、かおる役を演じた岡田が1986年に歌唱し、同年作詞者の小比類巻がアルバム「No Problem」で「It's For You」のタイトルでセルフカヴァーした。
かおるの持ち歌。序盤ではこの曲を英語歌詞で歌っているが、第7話から日本語歌詞で歌うようになる。
第5話
『倶楽部メリハリ』
作詞：嶺岸未来／作曲：水谷公生／原曲は、1985年に克己役を演じた野々村自身が歌唱した。
歌手活動していた頃の克己の回想シーンのライヴで歌唱する。
『STAY』
「ポニーテールはふり向かない」挿入歌
作詞：SEYMOUR／作曲：いけたけし／編曲：新川博／原曲は、令子役を演じたかとうゆかりが歌唱した（CBSソニー）。
令子の持ち歌で、バンド加入後も時々歌うようになる。
第8話
『星条旗』
アメリカ合衆国国歌。
1ヶ月間の艦上勤務を終えたパーカーたち海軍が横須賀に戻るシーンのBGMとして流れる。
第9話
歌い出しが「聞き分けのないBaby」
航の数年前の回想シーンで、ステージで共演したビリーが歌唱する。
『A列車で行こう』
ジャズのスタンダード・ナンバー。1940年代にエリントン楽団による演奏でヒットした曲として知られる。
10数年前の回想シーンで、交流のあった雄次、小野、邦男の父の3人で庭先でセッションする。
『旅の終りに』
作詞：立原岬（五木寛之）／作曲：菊池俊輔／原曲は、1977年に冠二郎が歌唱した。
10数年前に流しだった邦男の父が、スナックの客の前で歌う。
第10話
『里の秋』
童謡。作詞：斎藤信夫／作曲：海沼實。
子供の頃の邦男にとって母がよく歌ってくれた思い出の歌。女子刑務所に訪れた邦男が、塀の外から服役中の母に聴こえるようにギターでこの曲を弾く。
第11話
『センチメンタル・ジャーニー』
アメリカのポピュラー音楽。1945年頃にドリス・デイが歌唱した歌で、ジャズのスタンダードナンバーとしても知られる。
明子が自宅のピアノで右手で伴奏を弾きながら歌う。
『横須賀不良時代』
作詞：大津あきら／作曲：熊谷安廣／原曲は、克己役を演じた野々村自身が1986年に歌唱した。
克己の持ち歌で、彼がプライベートでみちこに聴かせるために未記たちの伴奏で歌う。
第12話
『涙のリフレイン』
作詞：榊杏／作曲：馬飼野康二／原曲は、克己役を演じた野々村自身が1986年に歌唱した。
克己の持ち歌として、フロンティアで何度か歌うようになる。
第13話
『長い夜』　
作詞：椎名恵／作曲：渡辺博也／原曲は、かおる役を演じた岡田自身が1986年に歌唱した。
かおるの再デビュー曲で、その後自身にとっての代表曲の一つとなる。
第16話
『スケーターズ・ワルツ』
作曲：エミール・ワルトトイフェル。有名なワルツの一つで、エミールの代表曲。
晃と絵美子が社交ダンスを踊るシーンで流れる。
第17話
『人生の並木路』
作詞：佐藤惣之助／作曲：古賀政男／原曲は、1937年にディック・ミネが歌唱した。
“RED PUMPKIN”でバイトする晃が、客のリクエストを受けてピアノで弾き語りする。
第18話
歌い出しが「街は今日もレディーゴー」の歌
ビリー横光とシャイアンが、明子が所属する婦人クラブのチャリティイベントで歌う。
『ティーンエイジ・ドリーム (BLAME IT ON THE NIGHT)』
作詞：Joe Curiale・Bob Garrett、小比類巻かほる／作曲：Joe Curiale・Bob Garrett／原曲は作詞した小比類巻が歌唱した。
本作では小比類巻の原曲とは歌詞を一部変えたものが使われている。作中での曲名は「希望」で絵美子が書いた詩に晃がメロディを付けた曲として扱われ、その後ザ・バンデージの代表曲の一つとなる。
第20話
『うれしいひなまつり』
ひな祭りを祝う童謡。作詞：サトウハチロー／作曲：河村直則（河村光陽）。
ひな祭りの数日前に、晃から「3月3日にフロンティアを借り切って仲間たちと祝おう」と言われた絵美子が心を弾ませて歌う。
第24話
『スワニー河』
作曲：スティーブン・フォスター／1851年に制作されてアメリカなどでヒットし日本でも知られる歌で、フロリダ州の公式州歌にもなっている。
慎一郎にとって少年時代の思い出の曲で、その話を聞いた航が彼の前でサックスで演奏する。

### サブタイトル
| 各話                                                      | 放送日         | サブタイトル             | 脚本                | 監督     | 視聴率 |
| --------------------------------------------------------- | -------------- | ------------------------ | ------------------- | -------- | ------ |
| 01                                                        | 1985年10月12日 | 炎の少女                 | 大原清秀            | 山口和彦 | 10.6%  |
| 02                                                        | 1985年10月19日 | 年上の人                 | 大原清秀            | 山口和彦 | 12.6%  |
| 03                                                        | 1985年10月26日 | 男の決闘                 | 佐伯俊道            | 合月勇   | 12.8%  |
| 04                                                        | 1985年11月2日  | 異父姉妹                 | 佐伯俊道            | 山口和彦 | 10.8%  |
| 05                                                        | 1985年11月9日  | 母なき娘                 | 大原清秀            | 江崎実生 | 12.5%  |
| 06                                                        | 1985年11月16日 | 二つの別れ               | 大原清秀            | 合月勇   | 12.0%  |
| 07                                                        | 1985年11月23日 | 涙の第一号               | 佐伯俊道 田渕久美子 | 山口和彦 | 9.1%   |
| 08                                                        | 1985年11月30日 | 嵐を呼ぶ女               | 佐伯俊道 田渕久美子 | 合月勇   | 11.7%  |
| 09                                                        | 1985年12月7日  | 悲恋の旅路               | 大原清秀            | 山口和彦 | 11.2%  |
| 10                                                        | 1985年12月14日 | 愛はじまる               | 大原清秀            | 合月勇   | 11.5%  |
| 11                                                        | 1985年12月21日 | 命がけの初ライブ         | 佐伯俊道 田渕久美子 | 江崎実生 | 12.0%  |
| 12                                                        | 1986年1月4日   | 最初のギャラの使いみち？ | 佐伯俊道 田渕久美子 | 山口和彦 | 11.8%  |
| 13                                                        | 1986年1月11日  | ザ・バンデージ誕生       | 大原清秀            | 江崎実生 | 9.7%   |
| 14                                                        | 1986年1月18日  | 悪魔が棲むライブ         | 大原清秀            | 江崎実生 | 12.4%  |
| 15                                                        | 1986年1月25日  | 友情は降る星の如く       | 佐伯俊道 田渕久美子 | 合月勇   | 13.0%  |
| 16                                                        | 1986年2月1日   | 七人の名付け親           | 佐伯俊道 田渕久美子 | 山口和彦 | 14.1%  |
| 17                                                        | 1986年2月8日   | 人生の並木路             | 大原清秀            | 江崎実生 | 11.7%  |
| 18                                                        | 1986年2月15日  | 輝ける奇蹟               | 大原清秀            | 合月勇   | 15.7%  |
| 19                                                        | 1986年2月22日  | 輝いて死ね！             | 佐伯俊道 田渕久美子 | 山口和彦 | 14.4%  |
| 20                                                        | 1986年3月1日   | 私空から見ているよ       | 佐伯俊道 田渕久美子 | 山口和彦 | 13.5%  |
| 21                                                        | 1986年3月8日   | 盲目のドラマー           | 大原清秀            | 合月勇   | 12.9%  |
| 22                                                        | 1986年3月15日  | 地獄の闇を飛び越えて     | 大原清秀            | 江崎実生 | 14.4%  |
| 23                                                        | 1986年3月22日  | 今閉ざされた時が終わる   | 佐伯俊道 田渕久美子 | 江崎実生 | 16.9%  |
| 24                                                        | 1986年3月29日  | 限りなき前進             | 大原清秀            | 山口和彦 | 14.9%  |
| 平均視聴率12.6%（視聴率は関東地区・ビデオリサーチ社調べ） |                |                          |                     |          |        |

### DVD
- ポニーテールはふり向かない 前編 規格品番: AVBD-34251〜4
- ポニーテールはふり向かない 後編 規格品番: AVBD-34255〜8

avex traxより発売。